# Nicolae Felecan
Nicolae Felecan (n. 24 august 1941, Caila, România – d. 26 noiembrie 2020) a fost un lingvist, clasicist și profesor universitar român.

## Viața și cariera
Nicolae Felecan s-a născut la 24 august 1941, în satul Caila (jud. Bistrița Năsăud), părinții săi fiind Ludovica și Vasile Felecan, țărani înstăriți.
A urmat studiile preuniversitare la Liceul „Liviu Rebreanu” din Bistrița (1955-1959). Între 1959 și 1964 a urmat studiile la Facultatea de Limbi Romanice, Clasice și Orientale din cadrul Universității București, unde i-a avut profesori pe N. I. Barbu, G. Călinescu, Iancu Fischer, Aram Frenkian, Al. Graur, Iorgu Iordan, Edgar Papu, Al. Rosetti, Sorin Stati, Tudor Vianu, Lucia Wald ș.a. La Institutul Pedagogic din Baia Mare, azi Universitatea de Nord din Baia Mare a fost preparator (1964-1966), asistent (1966-1972), lector (1972-1984).
A obtinut titlul de doctor la Institutul de Lingvistică și Istorie literară al Academiei Române, filiala Cluj-Napoca, în anul 1976, cu teza Sistemul lexico-semantic al termenilor ce denumesc părțile corpului uman în limba română, sub îndrumarea prof. dr. doc. Béla Kelemen. Referenți au fost acad. Al. Graur (București), prof. univ. dr. M. Zdrenghea (Cluj) și prof. univ. dr. Gh. Pop (Baia Mare).
În 1978-1979 a ocupat postul de lector de limba română la Universitatea din Aarhus, Danemarca. Din 1984 a fost profesor de limba latină la Liceul „Mihai Eminescu”. Din 1993 a revenit în postura de conferențiar și profesor universitar (1999-2010).

## Opera
- Graiul, etnografia și folclorul zonei Chioar (în colaborare cu mai mulți autori), Baia Mare, 1983, 452 p. (Lucrare premiată de Academia Română cu premiul „Timotei Cipariu”);
- Limba latină. Ghid practic pentru clasa a VIII-a, Baia Mare, 1986, 111 p.;
- Paronimia în limba română, Editura Gutinul, Baia Mare, 1993, 245 p.;
- Ghid practic pentru predarea și învățarea limbii latine, Editura Umbria, Baia Mare, 1994, 122 p.;
- Dicționar de paronime, București: Editura Vox, 1995, 320 p.; ediția a II-a adăugită, București, 1997, VII, 343 p.; ediția a III-a, București, 2002, 359 p.;
- Probleme de vocabular și de exprimare corectă, Editura Vox, București, 1999, 142 p.;
- Dicționar de omonime lexicale și gramaticale, Editura Vox, București, 2001, 416 p.;
- Gheorghe Pop, La ceas aniversar (coord.), Editura Universității de Nord, Baia Mare, 2001, 218 p.;
- Sintaxa limbii române. Teorie. Sistem. Construcție, Editura Dacia, Cluj-Napoca, 2002, 313 p.;
- Vocabularul limbii române, Editura Mega, Cluj-Napoca. Presa universitară clujeană, 2004, 270 p.;
- Terminologia corpului uman în limba română, Editura Argonaut, Editura Mega, Cluj-Napoca, 2005;
- Dicționar de omonime (coautor Gh. Bulgăr), Editura Vox, București, 1996, 315 p.; ediția a V-a, Editura Lucman, București, 1998.;
- Limba latină. Gramatică și texte (coautor Oliviu Felecan), Editura Mega, Cluj-Napoca, 2007, 351 p.;
- Dicta memorabilia. Dicționar uzual adnotat de sigle, expresii, maxime și citate latine (coautor Oliviu Felecan), Editura Vox, București, 2007;
- Limba latină. Gramatică și texte, ediția a II-a revăzută și adăugită (coautor Oliviu Felecan), Editura Mega, Cluj-Napoca, 2008, 355 p.;
- Între lingvistică și filologie, Editura Mega, Cluj-Napoca, 2011, 477 p.